# Наталі Портман
Натал́і По́ртман (англ. Natalie Portman, справжнє ім'я Нета-Лі Гершлаг, івр. נטע-לי הרשלג; нар. 9 червня 1981, Єрусалим) — американська акторка театру й кіно ізраїльського походження, сценаристка, кінорежисерка, кінопродюсерка, громадська активістка, захисниця прав тварин, феміністка. Володарка премій «Оскар» та БАФТА, а також двох «Золотих глобусів».
Найвідоміші ролі в кар'єрі: Матильда у «Леоні» (1994, дебютна роль), Еліс у «Близькості» (2004, «Золотий глобус»), Ніна Сеєрс у «Чорному лебеді» (2010, «Оскар», «Золотий глобус», БАФТА), Падме Амідала в трилогії приквелів франшизи «Зоряні війни» (1999, 2002, 2005). Надалі акторська кар'єра Портман продовжувала розвиватися ролями у різноманітних кінострічках: Іві Хаммонд у фільмі «V означає Вендетта» знятий за однойменною серією коміксів, Анна Болейн в історичній драмі «Ще одна з роду Болейн», Жаклін Кеннеді у біографічно-драматичному фільмі «Джекі», Джейн Фостер у «Тор» (2011), «Тор: Царство темряви» (2013) та «Тор: Любов і грім» (2022).
Окрім акторської кар'єри, Наталі Портман також стала режисеркою короткометражного романтично-комедійного фільму «Єва» (2008) та біографічної драми «Оповідь про любов та пітьму» (2015), знятої за мотивами однойменного автобіографічного роману Амоса Оза.

## Життєпис
Наталі Гершлаг народилася 9 червня 1981 року в Єрусалимі, в сім'ї гінеколога Авнера Гершлага та колишньої домогосподарки Шеллі Стівенс (нині мати — агентка Наталі), родом зі штату Огайо. Предки акторки за материнською лінією — євреї з Російської імперії й Австро-Угорщини, які емігрували до США з села Кавського (Львівська область, Україна) та замінили прізвище Едельштейн на Стівенс, а за батьківською — з Румунії та Польщі. Сценічний псевдонім «Портман» — дошлюбне прізвище бабусі акторки за материнською лінією Берніс Стівенс (дівоче прізвище Гурвич, 1924—2014). Батьки за материнською лінією були американськими євреями, тоді як батьки за батьківською лінією були євреями, що емігрували до Ізраїлю. Таким чином, Наталі Портман має подвійне громадянство: Ізраїлю та США.

### Освіта
Коли Наталі було 3 роки, сім'я переїхала з Ізраїлю до США, де батько міг підвищити кваліфікацію. Спершу вони жили у Вашингтоні, де Наталі відвідувала Єврейську денну школу Чарльза Е. Сміта (англ. Charles E. Smith Jewish Day School) в Роквіллі, Меріленд, а 1988 року переїхали до Коннектикуту й остаточно влаштувалися в Лонг-Айленді, штат Нью-Йорк, у 1990 році.
Іврит був її рідною мовою. З чотирьох років Наталі займалася танцями і виступала з місцевими трупами. Живучи в Лонг-Айленді, вона відвідувала єврейську денну початкову школу Соломона Шехтера (англ. Solomon Schechter Day School) в містечку Глен Коув, штат Нью-Йорк, і закінчила середню школу Сіоссет (англ. Syosset High School). Розповідаючи про свої ранні роки, акторка описала себе як ту, що «відрізнялась від інших дітей»:
«Я була більш амбіційною. Я знала, що мені подобається і чого я хотіла, і я дуже тяжко над цим працювала. Я була серйозною дитиною» — заявляла акторка.

## Кінокар'єра

### 1994—2001: перші ролі
1994 року Портман пройшла кастинг до фільму Люка Бессона «Леон» (фр. «Leon»), де зіграла свою першу головну роль: підлітка-сироту Матильду, яка дружить з найманим убивцею Леоном (Жан Рено). Невдовзі після цієї ролі акторка взяла псевдонім «Портман», проте на DVD-диску з режисерською версією фільму вона згадується в титрах як Наталі Гершлаг. Її батьки неохоче дозволили їй виконати роль через відверто сексуальний та насильницький характер сценарію, але погодилися після того, як Бессон прибрав сцени оголення та вбивств, які вчиняє Матильда. Попри це, її мати досі була незадоволена деякими сценами з сексуальним підтекстом у фінальному варіанті фільму, які не були прописані в сценарії. Американський кінокритик Гал Гінсон у Washington Post хвалив Портман за передані відчуття трагедії її персонажки, тоді як Петер Райнер із Los Angeles Time, сказав, що вона не була достатньо професійною акторкою, аби передати біль Матильди та критикував Бессона за сексуалізацію її персонажки. Тим не менш, фільм вийшов у прокат 18 листопада 1994 року і став класикою кінематографу. Того ж року Портман з'явилася в короткометражному телевізійному фільмі «Developing» в ролі Ніни, дочки хворої на рак легень Брі (Лоурен Кон).

#### Розвиток кар'єри
1995 року Портман зіграла у фільмі «Протистояння» з Аль Пачино і Робертом Де Ніро в ролі Лорен Густафсон, прийомної дочки протагоніста. Хоча фільм не здобув ніяких нагород, він був відзначений критикою і став комерційно успішним. Через рік Портман зіграла ролі у трьох фільмах: Марті в мелодрамі «Красиві дівчата», Лору Дендрідж у мюзиклі Вуді Аллена «Всі кажуть, я тебе кохаю» та Теффі Дейл, доньку президента США, в науково-фантастичній комедії Тіма Бертона «Марс атакує!». Того ж року Портман отримала роль у фільмі База Лурманна «Ромео + Джульєтта», однак вона була відкликана з фільму під час репетицій, коли керівники студії дізнались про її надто юний вік для цієї ролі. Режисер заявляв, що «Наталі була чудовою під час зйомок, однак це було надто велике навантаження для її віку». Вона також отримувала пропозицію зіграти роль у фільмі Адріана Лайна «Лоліта», створеному за мотивами однойменного роману за авторством Володимира Набокова, однак акторка відхилила пропозицію через відверто сексуальний характер сценарію.
Наталі Портман виконала головну роль у бродвейській постановці «Щоденник Анни Франк» (1997) за реальним щоденником єврейської дівчинки, який та вела в період нацистської окупації Нідерландів. Під час підготовки до ролі вона двічі відвідувала будинок Анни Франк в Амстердамі та спілкувалась з Міп Гіс, яка зберігала щоденник дівчини; Наталі знайшла багато спільного з історією Анни Франк, згадуючи історію власної родини, пов'язану з Голокостом.
1997 року почала виконувати роль Падме Амідали в трилогії приквелів «Зоряних війн», що стала значною частиною її акторської кар'єри. Коли перший фільм трилогії, «Прихована загроза», вийшов у 1999 році, акторка ще навчалась у середній школі. Зйомки багатьох сцен фільму проходили в Алжирі, що виявилось неабияким випробовуванням для акторки. 1998 року Портман стала співавторкою дослідницької роботи «Ферментативне вироблення водню», яка дала їй можливість брати участь у наукових змаганнях «Intel». Портман пропустила прем'єру фільму «Прихована загроза», щоб підготуватися до випускних іспитів. Після виходу «Прихованої загрози», акторка спочатку відмовилась від головної ролі у фільмі «Де завгодно, тільки не тут», після того, як дізналась про сцену сексу за участі її головної героїні. Тоді режисер Вейн Ванг та акторка Сьюзен Серендон, яка зіграла одну з головних ролей у фільмі, вимагали переписати сценарій, оскільки Портман на той момент було 16 років, і після того, як їй показали перероблений сценарій, вона взяла участь у стрічці. За роль Портман була номінована на премії «Молода акторка» і «Золотий глобус» (найкраща жіноча роль другого плану). Критикиня Мері Елізабет Вільямс назвала акторку «дивовижною» і відзначила, що вона «на відміну від інших акторок її віку, не дуже сентиментальна і не дуже мужня».
1999 року Портман закінчила вищу школу міста Сьоссет штату Нью-Йорк.

#### Академічна кар'єра
2000 року Портман виконала головну роль у драмі «Там, де серце» — її героїня, вагітна в 17 років Новалі Нейшн, залишається одна в чужому місті без коштів і людей, які можуть їй допомогти, і вирішує почати життя наново. За цю роль Портман була номінована на премії «Молода акторка» і Teen Choice Awards — і виграла премію Young Star Awards. Після закінчення зйомок акторка вступила на психологічний факультет Гарвардського університету, суттєво знизивши участь у фільмах у наступні кілька років. В університеті вона вивчала єврейську літературу та нейронауку, була асистенткою професора Алана Дершовіца. В одному з інтерв'ю вона сказала, що протягом наступних 4 років не зніматиметься ніде, окрім «Зоряних війн», щоб сконцентруватися на навчанні.
У червні-вересні 2000 року брала участь у зйомках фільму «Зоряні війни. Епізод II. Атака клонів», що проходили в Сіднеї і Лондоні. Вийшовши в прокат 16 травня 2002 року, фільм, як і попередній в серії, не здобув широкого визнання у критики, а Портман номінувалась на «Золоту малину» (найгірша жіноча роль другого плану і найгірша екранна пара).
У липні 2001 року Портман зіграла Ніну в спектаклі за п'єсою А. П. Чехова «Чайка» в театрі Делакорт. У постановці Майка Ніколса також були задіяні Меріл Стріп, Кевін Клайн і Філіп Сеймур Гоффман. Того ж року Наталі Портман стала однією з багатьох знаменитостей, що з'явилися в незначних ролях у комедії Бена Стиллера «Зразковий самець». Портман також зіграла невелику роль у воєнній драмі Ентоні Мінгелли «Холодна гора» з Ніколь Кідман і Джудом Лоу.

### 2004—2007: наступні роботи

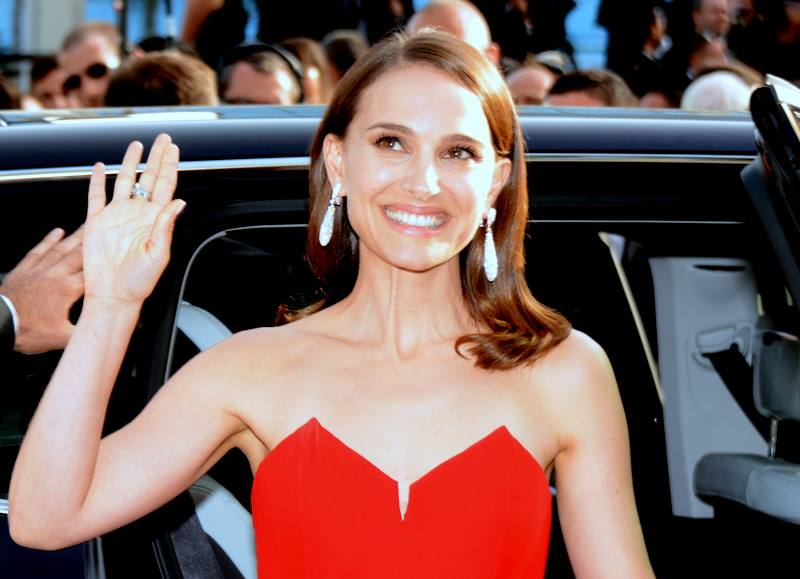
Наталі Портман на Каннському МКФ, 2015

2004 року Портман з'явилася у двох незалежних фільмах. Драма Зака Браффа «Країна садів», де вона зіграла патологічну брехуху на ім'я Сем була широко визнана критикою, а Портман — номінована на дві премії MTV Movie Awards і чотири премії Teen Choice Awards. Натан Рабін описав її роль у фільмі, як основний приклад архетипу маніакальної дівчини мрії піксі — стереотипної героїні, яка створена для допомоги головному герою. Роль Еліс у фільмі Майка Ніколса «Близькість», молодої стриптизерки, що приїхала до Лондона зі США, і історія її стосунків із Деном Вульфом (Джуд Лоу), принесла Портман премію «Золотий глобус», а також низку номінацій на інші премії, зокрема «Оскар» і BAFTA. У цьому фільмі вона вперше погодилась на дорослу роль відверто-сексуального характеру після кількох відмов від таких образів у минулому, відзначивши, що це відображає її зрілість. У цьому фільмі вона також вперше зіграла в сценах з оголенням, які пізніше були видалені з фінальної версії стрічки, коли акторка наполягла, що вони були несуттєвими для сюжету. Кінокритик Пітер Треверс відзначив її «запальну акторську гру», додавши, що вона «вкрай глибоко занурилась у надломлену серцевину своєї героїні».
15 травня 2005 року на Каннському кінофестивалі відбулася прем'єра третього приквелу до «Зоряних воєн» — «Зоряні війни. Епізод III. Помста Ситхів». Епізод був прийнятий критикою і публікою набагато тепліше, аніж попередні два. Гра Портман відзначена номінаціями на премії «Сатурн» і Teen Choice Awards. Тоді ж вийшла картина «Вільна зона» від ізраїльського режисера Амоса Гітая, де вона зіграла роль дівчини американсько-єврейського походження. На зйомках фільму в Єрусалимі Портман готувалася до сцени поцілунку. Перехожі помітили, що в кадр потрапляє Стіна плачу, і прогнали акторку та знімальну групу. У кінці року відбулася прем'єра фільму «V означає Вендетта» з Портман у головній ролі, для якої акторці довелося голити голову налисо. Стрічка поставлена за однойменним антиутопічним графічним романом Алана Мура. Дія відбувається у 2038 році, де Велика Британія — тоталітарна держава, якою керують неофашисти, а героїню Портман, Іві Геммонд, заарештовують за антиурядову діяльність. З приводу зачіски акторка сказала: «Різкі необоротні зміни завжди цікаві, і саме це додало мені сміливості». За роль Іві Портман була номінована на премію «Сатурн» за найкращу жіночу роль та Teen Choice Awards.

У кіноальманаху «Париж, я люблю тебе» (2006) Портман зіграла у фрагменті «Faubourg Saint-Denis», знятому Томом Тиквером. Її героїня, дівчина на ім'я Франсін, майбутня акторка, закохується в сліпого Томаса (Мельхіор Беслон). Наприкінці 2006 року вийшла стрічка Мілоша Формана «Примари Гої», де Портман з'явилася в ролі Інес Бельбатуа, музи Франсіско Гої. До цього режисер не бачив жодної роботи Портман, але помітив її схожість з героїнею картини Гої «Молочниця з Бордо» і запросив на зйомки. Вона наполягала на використанні дублерки для сцен з оголенням, які початково не були прописані у сценарії. Фільм отримав переважно негативні відгуки, однак кінокритик Роджер Еберт похвалив Портман за виконання подвійної ролі «з безстрашним переконанням».

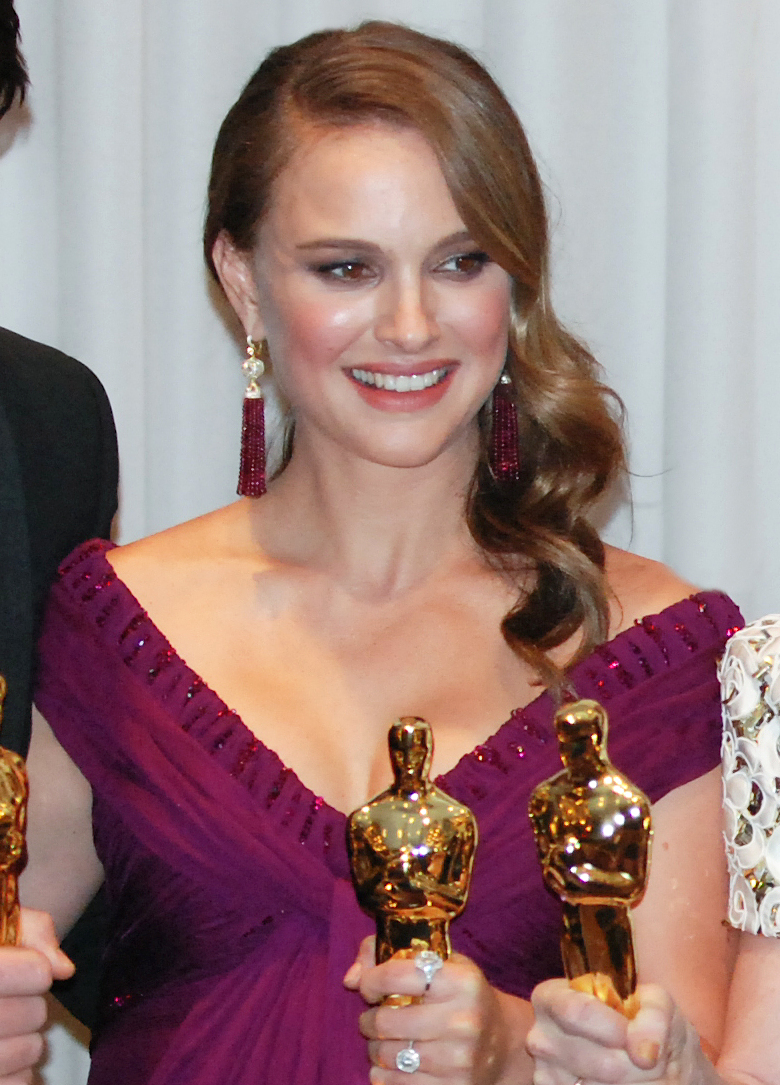
Наталі Портман на 83-тій церемонії вручення премії Оскар

У травні 2007 року фільм Вонга Кари Вая «Мої чорничні ночі» з Портман у ролі другого плану відкрив конкурсну програму 60-х Канн. Героїня Портман — Леслі, гравчиня, звикла блефувати і тому вважала повідомлення про швидку смерть батька черговою брехнею. Коли ж виявляється, що батько дійсно помер, вона картається провиною, що не повірила. 3 вересня того ж року вийшло відразу два фільми з участю Портман: пригодницька комедія «Потяг на Дарджілінг» і короткометражка «Готель „Шевальє“», пролог до цього фільму. В обох картинах акторка виконала епізодичну роль подруги молодшого з трьох братів Джека. У листопаді побачив світ фільм Зака Хельма «Чарівна крамничка». Портман з'явилася в ролі Моллі Магоні, юної піаністки, яка працює в магазині іграшок містера Магоріума (Дастін Гоффман).

### 2008—2015: розширення кар'єри
Лютий 2008 року ознаменувався виходом у прокат історичної драми «Ще одна з роду Болейн» про епоху правління короля Генріха VIII і суперництво сестер Анни (Наталі Портман) і Марії (Скарлетт Йоганссон) Болейн за його серце. Акторка брала участь в Каннському кінофестивалі 2008 року як членкиня журі та запустила власну продюсерську компанію. Для Портман це і режисерський дебют — 1 вересня вийшла короткометражка «Єва», вперше представлена на 65-му Венеційському кінофестивалі, а 6 вересня — кіноальманах «Нью-Йорк, я люблю тебе», де Портман виконала й акторську роботу.
2009 року йшли зйомки драми з робочою назвою «17 фотографій Ізабель» з Портман у головній ролі. Її героїня — молода адвокатка Емілія Грінліф, що пережила жахливу трагедію: її новонароджена дочка Ізабель померла, проживши всього один день. Емілія впадає в глибоку депресію. Знов знайти смак до життя героїні допомагає спілкування з 5-річним сином чоловіка від першого шлюбу. Портман також є продюсеркою цієї картини. Фільм вийшов на екрани в Україні з назвою «Кохання та інші обставини». У жовтні того ж року відбулася прем'єра воєнної драми «Брати» за участю Джейка Джилленгола, Тобі Магвайра і Портман. Фільм розповідає про почуття, що раптово спалахнули між Грейс Кехілл і Томмі, молодшим братом її чоловіка Сема, що пішов на війну в Афганістані.
Акторка знялась у чорній комедії «Хешер» (2010) разом з Джозефом Гордоном-Левіттом. Портман зіграла роль балерини, яка готується до ролі у «Лебединому озері», у фільмі Даррена Аронофскі «Чорний лебідь». Для виконання ролі акторка займалась балетними танцями у професійної балерини Мері Боверс — вона тренувалась від п'яти до восьми годин на день протягом шести місяців та схудла на 9 кілограмів. Фільм зібрав 329 мільйонів доларів у світовому прокаті, а Наталі Портман здобула декілька кінонагород, в тому числі «Оскар» за найкращу жіночу роль.
У тому ж році розгорівся скандал щодо участі Наталі Портман у зйомках «Чорного лебедя». Сара Лейн, одна з дублерок акторки, заявляла, що у фільмі присутні лише 5 % сцен із Портман, додавши, що продюсер попросив Наталі не розголошувати це під час «сезону нагород». Даррен Аронофскі, у свою чергу, став на захист Портман, наполягаючи на тому, що вона виконувала 80 % екранних танців. Останнім фільмом з її участю в 2011 році став «Тор», перша частина трилогії кіновсесвіту Marvel, де вона зіграла роль науковиці та коханки головного героя, Джейн Фостер.
У 2012 році журнал Forbes заніс Наталі Портман у список найоплачуваніших зірок в Голлівуді. Тоді ж вона з'явилась у музичному кліпі Пола Маккартні My Valentine разом із Джонні Деппом.
У 2013 році вона знову зіграла роль Джейн Фостер у фільмі «Тор 2: Царство темряви». Через рік журнал Forbes заніс акторку до списку Celebrity 100. У 2015 році вона зіграла разом із Крістіаном Бейлом та Кейт Бланшетт у фільмі «Лицар кубків» Терренса Маліка. Акторка казала, що спільна праця з Маліком допомогла розвинути її режисерські здібності у фільмі «Оповідання про кохання та пітьму», який вийшов в тому ж році. Фільм був створений за мотивами однойменного автобіографічного роману Амоса Оза, історія якого розгортається у Єрусалимі в останні роки існування Підмандатної Палестини. Портман виступила режисеркою, продюсеркою та сценаристкою фільму. Вона особисто співпрацювала з автором першоджерела та демонструвала йому чернетки сценарію до фільму.
У тому ж році вона продюсувала та зіграла головну роль у фільмі «Джейн береться до зброї» — історію молодої жінки, що жадає помсти. Першопочатково фільм мав зніматися під керівництвом Лінн Ремсі, однак через велику кількість складнощів під час виробництва режисером став Гевін О'Коннор.

### 2016-теперішні дні
У 2016 році Портман зіграла роль Жаклін Кеннеді у фільмі «Джекі» режисера Пабло Ларраїна. Фільм розповідає про життя колишньої першої леді США одразу після вбивства її чоловіка у 1963. Для втілення ролі акторка дивилась відеоматеріали, слухала записи інтерв'ю Жаклін та намагалась перейняти її особливий голос. За цю роль вона виграла кінопремію «Вибір критиків» та була номінована на премію «Оскар» як найкраща акторка року. У тому ж році вона стала продюсеркою комедійного фільму жахів «Гордість і упередження і зомбі» режисера Бюра Стірса та зіграла у французько-бельгійському драматичному фільмі Ребекки Злотовськи «Планетаруім».
У 2018 році Портман знялась у британсько-американському фантастичному трилері «Анігіляція», знятого за однойменним романом Джеффа Вандермеєра. Портман зіграла головну роль біолога та колишнього солдата, що досліджує загадкову карантинну зону з мутуючими організмами. Спеціально для екшн-сцен вона навчалась рухам у танцюристки Боббі Джин Сміт. Фільм мав обмежений кінопрокат та пізніше був викуплений стрімінговим сервісом Netflix. Її наступна роль була у фільмі «Смерть і життя Джона Ф. Донована» режисера Ксав'є Долана, який також став його першим англомовним фільмом.
Акторка мала коротку появу у супергеройському фільмі «Месники: Завершення» — сцени за її участі були змонтовані з невикористаних кадрів з фільму «Тор: Царство темряви». У 2022 році вона повернулась до ролі Джейн Фостер у фільмі «Тор: Любов і грім». Для фільму акторка брала реквізит молота Тора додому для тренування своїх трюків. Портман отримала номінацію кінопремії «Вибір критиків» за найкращу жіночу роль у супергеройському фільмі. За підсумками читацького опитування журналу Empire, Портман увійшла до списку 50 найкращих акторів усіх часів.

## Особисте життя

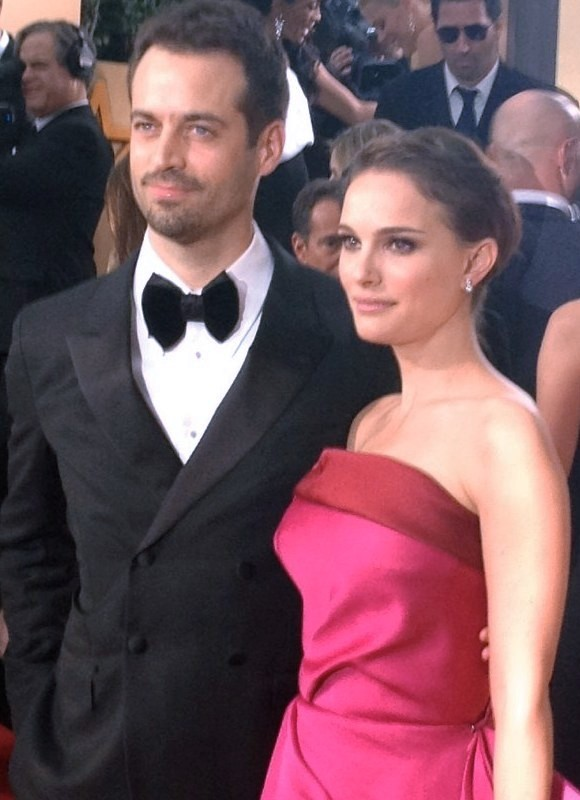
Наталі Портман з Бенджаміном Мільп'є

Мала стосунки з акторами Гаелем Гарсією Берналем і Джейком Джилленголом. У травневому номері журналу «Vogue» за 2002 рік назвала Лукаса Гааса і Мобі своїми близькими друзями. Інформацію про стосунки з вокалістом «Maroon 5» Адамом Левіном сам він спростовував. За інформацією деяких ЗМІ, у 2006 або 2007 році Портман зустрічалася з Нетом Ротшильдом. Мала стосунки з венесуельським фолк-співаком Девендрою Банхартом.
Під час зйомок фільму «Чорний лебідь» почала стосунки з хореографом фільму — танцюристом Нью-Йоркського театру балету Бенджаміном Мільп'є. У грудні 2010 року представники акторки повідомили про заручини та вагітність Портман.
14 червня 2011 року Наталі народила сина Алефа Портман-Мільп'є. 4 серпня 2012 одружилася з Мільп'є, провівши єврейську церемонію весілля у Біґ-Сурі, Каліфорнія. У 2014 році пара переїхала до Парижу, де чоловік посів посаду балетмейстера театру Паризької опери. Портман навіть заявляла про своє бажання залишитися в Парижі та отримати французьке громадянство. Тоді ж Мільп'є розповів, що він разом з дружиною проводив процес Гіюра. 2016 року пара повернулася до Лос-Анджелесу. 22 лютого 2017 року Портман народила дочку Амалію. На початку 2023 року ЗМІ повідомляли про загострення стосунків між Портман та Мільп'є. Пара довгий час ніяк не коментувала цю тему. 8 березня 2024 року Наталі Портман та Бенджамін Мільп'є офіційно оголосили про розлучення після 11 років шлюбу.
Має академічне минуле (психологія), розмовляє п'ятьма мовами: англійською, німецькою, французькою, японською та івритом.

## Громадська діяльність
Портман з дитинства є вегетаріанкою і захищає права тварин і довкілля, була членкинею трупи World Patrol Kids, не вживає продукти тваринного походження, не носить хутро, пера і шкіру. 2007 року запустила власну лінію взуття зі штучних матеріалів, а також їздила до Руанди разом з Джеком Ганною знімати документальний фільм «Горили на межі» (англ. Gorillas on Brink). 2009 року взяла участь у рекламній кампанії PETA проти використовування натурального хутра. Тоді ж стала веган-активісткою після прочитання книги «Поїдання тварин» автора Джонатана Сафрана Фоера та пізніше спродюсувала документальний фільм з однойменною назвою.
У 2004 і 2005 роках відвідувала Уганду, Гватемалу і Еквадор як посолка організації FINCA International, яка допомагає жінкам бідних країн одержати мікрокредити на власний бізнес. У березні 2006 року виступила з лекцією в Колумбійському університеті на курсі тероризму і контртероризму, розказавши про фільм «V означає вендета». Восени 2007 року відвідала кілька університетів, зокрема Гарвард, Каліфорнійський університет у Лос-Анджелесі та в Берклі, Стенфорд, Принстон, Нью-Йоркський та Колумбійський університети, щоб розказати студентству про силу мікрофінансування і переконати їх вступати у FINCA.
Акторка брала участь і в передвиборчих президентських кампаніях різних років, є прибічницею Демократичної партії США. 2004 року підтримувала кандидата від Демократичної партії Джона Керрі, а на виборах 2008 року — сенаторку Гілларі Клінтон. У 2011 році акторка разом із чоловіком підписала петицію до Барака Обами в підтримку одностатевих стосунків. Підтримувала Обаму на президентських виборах 2012 року.
2009 року Портман підписала петицію в підтримку Романа Полянського, якого звинувачували у зґвалтуванні 13-річної дівчини Саманти Геймер у 1997 році. 10 років потому акторка сказала, що шкодує про цей вчинок.
Після початку повномасштабного російського вторгнення в Україну у своєму Instagram підтримала українців, закликавши допомагати біженцям, і додала до свого звернення декілька онлайн-ресурсів для цього.
12 листопада 2023 року, акторка взяла участь у Марші за республіку та проти антисемітизму в Парижі у відповідь на зростання антисемітизму з початку війни між Ізраїлем та ХАМАСом.

## Фільмографія

### Акторка
| Рік       |     | Українська назва                          | Оригінальна назва                            | Роль                                                                                |
| --------- | --- | ----------------------------------------- | -------------------------------------------- | ----------------------------------------------------------------------------------- |
| 1994      | кф  | Розвиток                                  | Developing                                   | Ніна                                                                                |
| 1994      | ф   | Леон                                      | Leon                                         | Матильда                                                                            |
| 1995      | ф   | Протистояння                              | Heat                                         | Лорен Густафсон                                                                     |
| 1996      | ф   | Красиві дівчата                           | Beautiful Girls                              | Марті                                                                               |
| 1996      | ф   | Всі кажуть, я тебе кохаю                  | Everyone Says I Love You                     | Лора                                                                                |
| 1996      | ф   | Марс атакує!                              | Mars Attacks!                                | Таффі Дейл                                                                          |
| 1999      | ф   | Зоряні війни. Епізод I. Прихована загроза | Star Wars Episode І: The Phantom Menace      | Падме Амідала Наберріє                                                              |
| 1999      | ф   | Де завгодно, тільки не тут                | Anywhere But Here                            | Енн Огуст                                                                           |
| 2000      | ф   | Там, де серце                             | Where the Heart Is                           | Новалі Нейшн                                                                        |
| 2001      | ф   | Зразковий самець                          | Zoolander                                    | Наталі Портман                                                                      |
| 2002      | ф   | Зоряні війни. Епізод II. Атака клонів     | Star Wars: Episode II — Attack of the Clones | Падме Амідала Наберріє                                                              |
| 2003      | ф   | Холодна гора                              | Cold Mountain                                | Сара                                                                                |
| 2004      | кф  | Правда                                    | True                                         | Франсін                                                                             |
| 2004      | с   | Вулиця Сезам                              | Sesame Street                                | Наталі                                                                              |
| 2004      | ф   | Країна садів                              | Garden State                                 | Сем                                                                                 |
| 2004      | ф   | Близькість                                | Closer                                       | Еліс                                                                                |
| 2005      | ф   | Зоряні війни. Епізод III: Помста ситхів   | Star Wars: Episode III — Revenge of the Sith | Падме Амідала Наберріє                                                              |
| 2005      | ф   | Вільна зона                               | Free Zone                                    | Ребекка                                                                             |
| 2005      | ф   | V означає Вендетта                        | V for Vendetta                               | Іві Хаммонд                                                                         |
| 2006      | ф   | Париже, я люблю тебе                      | Paris, je t'aime (Faubourg Saint-Denis)      | Франсін                                                                             |
| 2006      | ф   | Привид Гойї                               | Goya's Ghosts                                | Інес / Алісія                                                                       |
| 2007      | ф   | Мої чорничні ночі                         | My Blueberry Nights                          | Леслі                                                                               |
| 2007—2012 | мс  | Сімпсони                                  | The Simpsons                                 | Дарсі                                                                               |
| 2007      | кф  | Готель «Шевальє»                          | Hotel Chevalier                              | подруга Джека                                                                       |
| 2007      | ф   | Поїзд до Дарджилінга                      | The Darjeeling Limited                       | колишня подруга Джека                                                               |
| 2007      | ф   | Лавка чудес                               | Mr. Magorium's Wonder Emporium               | Моллі Махоуні, композитор                                                           |
| 2008      | ф   | Ще одна з роду Болейн                     | The Other Boleyn Girl                        | Анна Болейн                                                                         |
| 2008      | ф   | Нью-Йорку, я люблю тебе                   | New York, I Love You                         | Ріфка Мелоун                                                                        |
| 2009      | ф   | Кохання та інші обставини                 | Love and Other Impossible Pursuits           | Емілія Грінліф                                                                      |
| 2009      | ф   | Брати                                     | Brothers                                     | Грейс Качілл                                                                        |
| 2010      | ф   | Гешер                                     | Hesher                                       | Ніколь                                                                              |
| 2010      | ф   | Чорний лебідь                             | Black Swan                                   | Ніна                                                                                |
| 2010      | ф   | Я все ще тут                              | I'm Still Here                               | Наталі Портман                                                                      |
| 2011      | ф   | Більше, ніж секс                          | No Strings Attached                          | Емма                                                                                |
| 2011      | ф   | Хоробрі перцем                            | Your Highness                                | Ізабель                                                                             |
| 2011      | ф   | Тор                                       | Thor                                         | Джейн Фостер                                                                        |
| 2013      | ф   | Тор 2: Царство темряви                    | Thor: The Dark World                         | Джейн Фостер                                                                        |
| 2015      | ф   | Розквіт байдужих покидьків                | The Heyday of the Insensitive Bastards       | Лора                                                                                |
| 2015      | ф   | Лицар кубків                              | Knight of Cups                               | Елізабет                                                                            |
| 2015      | ф   | Повість про любов і пітьму                | A Tale of Love and Darkness                  | Фаня Оз                                                                             |
| 2016      | ф   | Джейн береться до зброї                   | Jane Got a Gun                               | Джейн Геммонд                                                                       |
| 2016      | ф   | Джекі                                     | Jackie                                       | Жаклін Кеннеді                                                                      |
| 2016      | ф   | Планетаріум                               | Planetarium                                  | Лаура Барлоу                                                                        |
| 2017      | ф   | Пісня за піснею                           | Song to Song                                 | Ронда                                                                               |
| 2018      | ф   | Анігіляція                                | Annihilation                                 | Ліна                                                                                |
| 2018      | ф   | Голос люкс                                | Vox Lux                                      | Селеста                                                                             |
| 2018      | ф   | Смерть і життя Джона Ф. Донована          | The Death & Life of John F. Donovan          | Сем Тернер                                                                          |
| 2019      | ф   | Люсі в космосі                            | Lucy in the Sky                              | Люсі Кола                                                                           |
| 2020      | док |                                           | Dolphin Reef                                 | оповідач                                                                            |
| 2021      | с   | Що як…?                                   | What If...?                                  | Джейн Фостер (Кіновсесвіт Marvel) (Епізод: "А що як... Тор був би єдиною дитиною?") |
| 2021      | мс  | Блуї                                      | Bluey                                        | Кит Доко (Епізод: "Whale Watching")                                                 |
| 2022      | ф   | Тор: Кохання та грім                      | Thor: Love and Thunder                       | Джейн Фостер                                                                        |
| 2023      | ф   | Травень, грудень                          | May December                                 | Елізабет Беррі                                                                      |
| 2024      | с   | Леді в озері                              | Lady in the Lake                             | Медді Шварц (7 епізодів)                                                            |
| 2025      | ф   | Фонтан молодості                          | Fountain of Youth                            | Шарлотта Пурдю                                                                      |
| 2026      | ф   | Месники: Судний день                      | Avengers: Doomsday                           | Джейн Фостер                                                                        |

### Режисерка, продюсерка, сценаристка
| Рік  |     | Українська назва               | Оригінальна назва                  | Роль                               |
| ---- | --- | ------------------------------ | ---------------------------------- | ---------------------------------- |
| 2008 | кф  | Єва                            | Eve                                | режисерка, сценаристка             |
| 2008 | ф   | Нью-Йорку, я люблю тебе        | New York, I Love You               | режисерка, сценаристка             |
| 2009 | ф   | Кохання та інші обставини      | Love and Other Impossible Pursuits | виконавча продюсерка               |
| 2010 | ф   | Гешер                          | Hesher                             | продюсерка                         |
| 2011 | ф   | Більше, ніж секс               | No Strings Attached                | виконавча продюсерка               |
| 2012 | тф  |                                | Scruples                           | виконавча продюсерка               |
| 2015 | док | Сьомий вогонь                  | The Seventh Fire                   | виконавча продюсерка               |
| 2015 | ф   | Повість про любов і пітьму     | A Tale of Love and Darkness        | режисерка, продюсерка, сценаристка |
| 2016 | ф   | Джейн бере рушницю             | Jane Got a Gun                     | продюсерка                         |
| 2016 | ф   | Гордість і упередження і зомбі | Pride and Prejudice and Zombies    | продюсерка                         |
| 2017 | док | М'ясо                          | Eating Animals                     | продюсерка                         |
| 2018 | ф   | Голос люкс                     | Vox Lux                            | виконавча продюсерка               |
| 2023 | ф   | Травень, грудень               | May December                       | продюсерка                         |
| 2024 | с   | Леді в озері                   | Lady in the Lake                   | виконавча продюсерка (7 епізодів)  |

## Ролі в театральних виставах
- 1997 — «Щоденник Анни Франк» — Анна Франк
- 2001 — «Чайка» — Ніна

## Нагороди
| Нагорода                   | Рік  | Категорія                                      | Фільм                      | Результат |
| -------------------------- | ---- | ---------------------------------------------- | -------------------------- | --------- |
| Оскар                      | 2004 | Найкраща жіноча роль                           | Близкість                  | Номінація |
| Оскар                      | 2010 | Найкраща жіноча роль другого плану             | Чорний лебідь              | Перемога  |
| Оскар                      | 2016 | Найкраща жіноча роль другого плану             | Джекі                      | Номінація |
| BAFTA Film Awards          | 2004 | Найкраща жіноча роль другого плану             | Близкість                  | Номінація |
| BAFTA Film Awards          | 2010 | Найкраща жіноча роль                           | Чорний лебідь              | Перемога  |
| BAFTA Film Awards          | 2016 | Найкраща жіноча роль                           | Джекі                      | Номінація |
| Золотий глобус             | 1999 | Найкраща жіноча роль другого плану (кінофільм) | Де завгодно, тільки не тут | Номінація |
| Золотий глобус             | 2004 | Найкраща жіноча роль другого плану (кінофільм) | Близькість                 | Перемога  |
| Золотий глобус             | 2010 | Найкраща жіноча роль (драма)                   | Чорний лебідь              | Перемога  |
| Золотий глобус             | 2016 | Найкраща жіноча роль (драма)                   | Джекі                      | Номінація |
| Золотий глобус             | 2023 | Найкраща жіноча роль (комедія або мюзикл)      | Травень, грудень           | Номінація |
| Премія Гільдії кіноакторів | 2010 | Найкраща жіноча роль                           | Чорний лебідь              | Перемога  |
| Премія Гільдії кіноакторів | 2010 | Найкращий акторський склад в ігровому кіно     | Чорний лебідь              | Номінація |
| Премія Гільдії кіноакторів | 2017 | Найкраща жіноча роль                           | Джекі                      | Номінація |